# 穆罕默德·卡蒙
穆罕默德·卡蒙 （Mahamat Kamoun，1961年11月13日—） 中非共和国政治家，2014年8月10日被临时总统桑巴-潘扎任命为临时政府新总理。他是该国首位穆斯林总理。
卡蒙曾在弗朗索瓦·博齐泽总统时期任国库主任。2012年12月10日，“塞雷卡”与政府军发生内战，导致总统博齐泽下台，“塞雷卡”领导人米歇尔·乔托迪亚自任为总统，卡蒙任国务部长和总统府办公室主任，桑巴-潘扎上台后卡蒙留任国务部长。

## 总理
2014年7月23日，前总理安德烈·恩扎帕耶凯在中非共和国冲突双方——民兵组织“反巴拉卡”和前反政府武装“塞雷卡”在布拉柴维尔达成停止敌对行动协议后辞职，卡蒙被任命为临时政府新总理。

### 内阁
本届政府成立于2014年8月22日，共32名成员，包括1名总理，2名国务部长，27名部长和2名部长级代表。成员有：
- 过渡政府总理穆罕默德·卡蒙（Mahamat KAMOUN），
- 公共工程、装备和领土整治国务部长玛丽·诺埃勒·科亚拉女士（Mme Marie Noëlle KOYARA），
- 国防、军队调整、前战斗人员、战争受害者国务部长阿里斯蒂德·索坎比（Aristide SOKAMBI），
- 交通和民航部长阿诺·朱贝·阿巴泽纳（Arnaud DJOUBAYE ABAZENE），
- 外交、非洲一体化、法语国家部长图桑·孔戈·杜杜（Toussaint KONGO DOUDOU），
- 邮政、电信和新技术部长哈桑·阿卜杜拉·卡德尔（Assane Abdalla KADRE），
- 司法、掌玺、司法改革和人权部长加布里埃尔·福斯坦·姆博杜（Gabriel Faustin MGBODOU），
- 经济、计划、国际合作和支柱产业部长弗洛朗斯·兰比奥 女士（Mme Florence LIMBIO），
- 财政和预算部长，布南代莱·孔巴（BOUNANDELE KOUMBA），
- 河流、森林、狩猎和渔业部长伊莎贝尔·戈德耶 女士（Mme Isabelle GAUDEUILLE），
- 公职部长埃卢瓦·安吉马特（Eloi ANGUIMATE），
- 公安和移民部长蒂埃里·马里·明泰奎（Thierry Marie MINTEKOUE），
- 领土管理、权力下放和地方化部长莫迪博·贝希尔·瓦利杜（Modibo Bachir WALIDOU），
- 卫生和人口部长玛格丽特·桑巴·马利亚沃女士（Mme Margueritte SAMBA MALIAVO），
- 国民教育和技术教育部长吉塞勒·贝丹 女士（Mme Gisèle BEDAN），
- 高等教育和科研部长贝尔纳·西米蒂（Bernard SIMITI），
- 商业、工业和中小企业部长热特吕德·祖塔 女士（Mme Gertrude ZOUTA），
- 新闻部长维克托·韦克（Victor WAKE），
- 农村发展部长达维德·班祖库（David BANZOUKOU），
- 劳动、社会保障和就业部长加斯东·马库藏巴（Gaston MACKOUZANGBA），
- 矿产和地质部长约瑟夫·阿博 （Joseph AGBO），
- 能源和水利部长雅克·梅达尔·姆博利亚达斯（Jacques Médard MBOLIAEDAS），
- 全国和解、政治对话和公民文化部长让内特·代图阿 女士（Mme Jeannette DETHOUA），
- 城市化和公共建筑部长雅克·德芒加（Jacques DEMANGA），
- 人居和住房部长吉尔贝·科格伦博（Gilbert KOGRENGBO），
- 社会事务和人道主义行动部长欧仁妮·亚拉法（Mme Eugénie YARAFA），
- 环境、生态和可持续发展部长罗贝尔·纳姆塞内（Robert NAMSENEI），
- 政府秘书处和处理与其他机构关系部长马克·莫科佩特（Marc MOKOPETE），
- 旅游、艺术、文化和手工业部长罗马里克·沃米蒂亚德（Romaric VOMITIADE），
- 青年和体育部长阿梅尔·宁加托卢姆·萨约（Armel NINGATOLOUM SAYO），
- 财政和预算部长级代表雅各布·德西雷·恩加亚（Jacob Désiré NGAYA），
- 畜牧业部长级代表穆罕默德·泰布·雅库布（Mahamat TAÏB YAKOUB）。